# Ahmet Uyar
Ahmet Uyar (ur. 1 stycznia 1998) – turecki zapaśnik walczący w stylu klasycznym. Zajął dziewiętnaste miejsce na mistrzostwach świata w 2021. Brązowy medalista mistrzostw Europy w 2022. Czwarty w Pucharze Świata w 2022, a także piąty w zawodach indywidualnych w 2020. Wicemistrz świata U-23 w 2021. Trzeci na MŚ kadetów w 2015 roku.